# Telechelický polymer
Telechelický polymer nebo oligomer je prepolymer schopný další polymerizace nebo jiných reakcí prostřednictvím svých reaktivních koncových skupin; lze jej tak použít například k vytváření blokových kopolymerů.
Telechelický polymer má na obou koncích navázané funkční skupiny stejného druhu. Pokud jsou tyto skupiny odlišné, tak jde o difunkční polymer.
Všechny polymery vznikající živými polymerizacemi mají koncové skupiny, ale nemusí být nutně telechelické.
Telechelické polymery s rozdílným počtem reaktivních skupin se označují jako „hemi“- (pokud mají jednu takovou skupinu), „di“- (dvě), a „tritelechelické“ (tři). Polymery obsahující velký počet takových skupin jsou „polytelechelické“.
Při postupných polymerizacích lze použít telechelické polymery, jako jsou polymerní dioly a epoxidové prepolymery, například:
- Polyetherdioly;
- Polyesterdioly;
- Polykarbonátové dioly, jako je polyhexamethylenkarbonátdiol;
- Polyalkadiendioly, například polybutadien zakončený hydroxylem...

K telechelickým polymerům patří také haláto-telechelické polymery (halátopolymery). Koncové skupiny těchto polymerů jsou iontové nebo ionizovatelné, jde například o karboxyláty nebo kvartérní amoniové skupiny.

## Příprava
Telechelické polymery lze vytvořit několika způsoby. U vinylových monomerů se často jedná o řízenou radikálovou nebo aniontovou polymerizaci. Alkeny, které se funkcionalizují obtížně, je možné zpracovat inserční polymerizací a postpolymerizací.

## Využití
Telechelické polymery slouží jako stavební kameny pro tvorbu blokových kopolymerů, jako jsou ABA triblokopolymery, využívané ve výzkumu termoplastických elastomerů.